# Clubiona guianensis
Clubiona guianensis este o specie de păianjeni din genul Clubiona, familia Clubionidae, descrisă de Caporiacco, 1947.
Este endemică în Guyana. Conform Catalogue of Life specia Clubiona guianensis nu are subspecii cunoscute.